# Kanton Prunelli-di-Fiumorbo
Der Kanton Prunelli-di-Fiumorbo war bis 2015 ein französischer Wahlkreis im Arrondissement Corte, im Département Haute-Corse und in der Region Korsika. Sein Hauptort war Prunelli-di-Fiumorbo. Vertreter im Generalrat des Départements war von 2011 bis 2015 Pierre Siméon de Bouchberg (DVD).
Der sieben Gemeinden umfassende Kanton war 312,65 km² groß und hatte 7455 Einwohner (Stand: 2012).

## Gemeinden
| Gemeinde               | Einwohner (2013) | Fläche km² | Bevölkerungsdichte | Code INSEE | Postleitzahl |
| ---------------------- | ---------------- | ---------- | ------------------ | ---------- | ------------ |
| Chisa                  | 97               | 28,92      | 3 Einw./km²        | 2B366      | 20240        |
| Isolaccio-di-Fiumorbo  | 362              | 40,89      | 9 Einw./km²        | 2B135      | 20240        |
| Prunelli-di-Fiumorbo   | 3498             | 37,41      | 94 Einw./km²       | 2B251      | 20243        |
| San-Gavino-di-Fiumorbo | 148              | 22,17      | 7 Einw./km²        | 2B365      | 20240        |
| Serra-di-Fiumorbo      | 316              | 43,2       | 7 Einw./km²        | 2B277      | 20240        |
| Solaro                 | 691              | 93,36      | 7 Einw./km²        | 2B283      | 20240        |
| Ventiseri              | 2413             | 46,7       | 52 Einw./km²       | 2B342      | 20240        |